# Дискография Долли Партон
Дискография американской певицы и автора песен Долли Партон включает в себя пятьдесят два студийный альбом (среди них сорок восемь сольных студийных альбомов, два совместных альбома с Эммилу Харрис и Линдой Ронстадт, один совместный студийный альбом с Лореттой Линн и Тэмми Уайнетт и один студийный альбом Кенни Роджерсом), шесть концертных альбомов, пять видеоальбомов, пять саундтреков, один мини-альбом, около ста восьмидесяти пяти сборников и двести двадцать четыре сингла.

## Хронология
После выпуска двух неудачных синглов в подростковом возрасте, Долли Партон подписала контракт со звукозаписывающей компанией Monument Records в 1964 году и вскоре переехала в Нашвилл, Теннесси, выпустив серию синглов на лейбле, самым успешным среди которых стал сингл 1965 года «Happy Happy Birthday Baby». В 1967 году Monument выпустил дебютный сольный альбом Партон Hello, I’m Dolly, с которого были выпущены такие хиты как «Dumb Blonde» и «Something Fishy», достигшие соответственно двадцать четвёртого и семнадцатого мест в кантри-чарте Billboard. В сентябре 1967 года Партон попросили заменить кантри-вокалистку Норму Джин в качестве соведущий Пола Вагонера в его собственном музыкальном телевизионном шоу. Вскоре сотрудничество переросло в творческий дуэт и вместе они выпустили двенадцать студийных альбомов для RCA Victor, а в конце 1960-х и начале 1970-х годов. Параллельно певица продолжала выпускать сольный материал, многомиллионная аудитория шоу способствовала росту её популярности, и её собственные синглы и альбомы начали подниматься в кантри-чартах. К началу 1970-х годов её сольные хиты регулярно появлялись в первой десятке. В 1973 году певица получила свой первый номер один в кантри-чарте синглов США — сингл «Joshua», а годом позже второй — «Jolene». В середине 1974 года Партон ушла из шоу Вагонера, чтобы продолжить свою сольную карьеру, написав и записав очередной хит номер один, «I Will Always Love You», как прощание с Вагонером.
После ухода из шоу Партон начинает исполнять кантри и поп-музыку, в 1977 году с синглом «Here You Come Again» впервые она поднимается в первую тройку Billboard Hot 100, а одноимённый альбом занимает первое место в чарте Top Country Albums. В дальнейшем певица продолжает смешивать поп и кантри музыку, успешно попадая в соответствующие чарты, многие записи получили музыкальные сертификации от RIAA. В 1980 году на экраны вышел фильм с Партон в главной роли «С девяти до пяти», для него певица записала песню «9 to 5», которая возглавила чарты США и Канады, а альбом 9 to 5 and Odd Jobs возглавил кантри-чарт США и получил золотую сертификацию в США и Канаде.
В конце 1980-х годов последовал небольшой коммерческий спад, поэтому певица подписала контракт с лейблом Columbia Records и вернулась к традиционной кантри-музыке с альбомом White Limozeen, синглы «Why Did You Come in Here looking' Like That» и «Yellow Roses» с которого кантри-хитами номер один в стране. В начале 1990-х годов были выпущены ещё два альбома традиционной тематики, которые также имели успех: Eagle When She Flies (1991) и Slow Dancing with the Moon (1993).
В 1999 году она подписала контракт с лейблом Sugar Hill Records и записала серию альбомов в стиле блюграсс: The Grass Is Blue (1999), Little Sparrow (2001) и Halos & Horns (2002). В 2007 году она основала свой собственный звукозаписывающий лейбл Dolly Records и в следующем году выпустила свой первый мейнстрим-кантри-альбом за последние десять лет под названием Backwoods Barbie, с которого было выпущено пять синглов, включая «Better Get to Livin'», достигший сорок восьмого места в кантри-чарте Billboard. Крайний студийный альбом Партон A Holly Dolly Christmas, сорок седьмой и рождественский, был выпущен в 2020 году и занял первое место в кантри-чарте США, а также вошёл в первую двадцатку поп-чартов США, Канады, Новой Зеландии и Шотландии.

## Достижения
Долли Партон является самой продаваемой исполнительницей кантри-музыки всех времён с более чем ста миллионами проданных альбомов по всему миру. Также она имеет больше всего хитов номер один среди женщин-исполнительниц в чарте Hot Country Songs (25) и больше всех альбомов в первой десятке чарта Top Country Albums (43). Ранее ей принадлежал рекорд среди женщин по количеству синглов, вошедших в топ-10 Hot Country Songs, пока Риба Макинтайр не обошла её в 2009 году с синглом «Cowgirls Don’t Cry». Партон также является единственным исполнителем, у которого есть хиты в первой двадцатке чарта Hot Country Songs в каждом десятилетии с 1960-х по 2010-е годы.

## Альбомы

### Студийные альбомы

#### 1960-е годы
| Название                                                                           | Детали                                                                      | Позиции в чартах | Позиции в чартах | Позиции в чартах | Позиции в чартах | Позиции в чартах | Позиции в чартах | Позиции в чартах | Позиции в чартах | Позиции в чартах | Позиции в чартах | Сертификации |
| Название                                                                           | Детали                                                                      | США              | США              | АВС              | ВЕЛ              | ВЕЛ              | ИРЯ              | КАН              | КАН              | НОЗ              | ШОТ              | Сертификации |
| Название                                                                           | Детали                                                                      | 200              | Country          | АВС              | Pop              | Country          | ИРЯ              | Pop              | Country          | НОЗ              | ШОТ              | Сертификации |
| ---------------------------------------------------------------------------------- | --------------------------------------------------------------------------- | ---------------- | ---------------- | ---------------- | ---------------- | ---------------- | ---------------- | ---------------- | ---------------- | ---------------- | ---------------- | ------------ |
| Hello, I’m Dolly                                                                   | - Выпущен: 13 февраля 1967 - Лейбл: Monument Records - Формат: LP, 8-Trk    | —                | 11               | —                | —                | —                | —                | —                | —                | —                | —                |              |
| Just Because I’m a Woman                                                           | - Выпущен: 4 мая 1968 - Лейбл: RCA Victor - Формат: LP, 8-Trk               | —                | 22               | —                | —                | —                | —                | —                | —                | —                | —                |              |
| In the Good Old Days (When Times Were Bad)                                         | - Выпущен: 3 февраля 1969 - Лейбл: RCA Victor - Формат: LP, 8-Trk, кассета  | —                | 15               | —                | —                | —                | —                | —                | —                | —                | —                |              |
| My Blue Ridge Mountain Boy                                                         | - Выпущен: 8 сентября 1969 - Лейбл: RCA Victor - Формат: LP, 8-Trk, кассета | 194              | 6                | —                | —                | —                | —                | —                | —                | —                | —                |              |
| Символ «—» означает, что альбом не попал в чарт или не выпускался в данной стране. |                                                                             |                  |                  |                  |                  |                  |                  |                  |                  |                  |                  |              |

#### 1970-е годы
| Название                                                                           | Детали                                                                       | Позиции в чартах | Позиции в чартах | Позиции в чартах | Позиции в чартах | Позиции в чартах | Позиции в чартах | Позиции в чартах | Позиции в чартах | Позиции в чартах | Позиции в чартах | Сертификации                     |
| Название                                                                           | Детали                                                                       | США              | США              | АВС              | ВЕЛ              | ВЕЛ              | ИРЯ              | КАН              | КАН              | НОЗ              | ШОТ              | Сертификации                     |
| Название                                                                           | Детали                                                                       | 200              | Country          | АВС              | Pop              | Country          | ИРЯ              | Pop              | Country          | НОЗ              | ШОТ              | Сертификации                     |
| ---------------------------------------------------------------------------------- | ---------------------------------------------------------------------------- | ---------------- | ---------------- | ---------------- | ---------------- | ---------------- | ---------------- | ---------------- | ---------------- | ---------------- | ---------------- | -------------------------------- |
| The Fairest of Them All                                                            | - Выпущен: 2 февраля 1970 - Лейбл: RCA Victor - Формат: LP                   | —                | 13               | —                | —                | —                | —                | —                | —                | —                | —                |                                  |
| The Golden Streets of Glory                                                        | - Выпущен: 15 февраля 1971 - Лейбл: RCA Victor - Формат: LP, 8-Trk, кассета  | —                | 22               | —                | —                | —                | —                | —                | —                | —                | —                |                                  |
| Joshua                                                                             | - Выпущен: 12 апреля 1971 - Лейбл: RCA Victor - Формат: LP, 8-Trk            | 198              | 16               | —                | —                | —                | —                | 24               | —                | —                | —                |                                  |
| Coat of Many Colors                                                                | - Выпущен: 4 октября 1971 - Лейбл: RCA Victor - Формат: LP, 8-Trk, кассета   | —                | 7                | —                | —                | —                | —                | —                | —                | —                | —                |                                  |
| Touch Your Woman                                                                   | - Выпущен: 6 марта 1972 - Лейбл: RCA Victor - Формат: LP                     | —                | 19               | —                | —                | —                | —                | —                | —                | —                | —                |                                  |
| My Favorite Songwriter: Porter Wagoner                                             | - Выпущен: 2 октября 1972 - Лейбл: RCA Victor - Формат: LP, кассета          | —                | 33               | —                | —                | —                | —                | —                | —                | —                | —                |                                  |
| My Tennessee Mountain Home                                                         | - Выпущен: 2 апреля 1973 - Лейбл: RCA Victor - Формат: LP, кассета           | —                | 19               | —                | —                | —                | —                | —                | —                | —                | —                |                                  |
| Bubbling Over                                                                      | - Выпущен: 10 сентября 1973 - Лейбл: RCA Victor - Формат: LP, 8-Trk, кассета | —                | 14               | —                | —                | —                | —                | —                | —                | —                | —                |                                  |
| Jolene                                                                             | - Выпущен: 4 февраля 1974 - Лейбл: RCA Victor - Формат: LP, 8-Trk, кассета   | —                | 6                | —                | —                | —                | —                | —                | —                | —                | —                |                                  |
| Love Is Like a Butterfly                                                           | - Выпущен: 16 сентября 1974 - Лейбл: RCA Victor - Формат: LP, кассета        | —                | 7                | —                | —                | —                | —                | —                | —                | —                | —                |                                  |
| The Bargain Store                                                                  | - Выпущен: 17 февраля 1975 - Лейбл: RCA Victor - Формат: LP, кассета         | —                | 9                | —                | —                | —                | —                | —                | —                | —                | —                |                                  |
| Dolly                                                                              | - Выпущен: 15 сентября 1975 - Лейбл: RCA Victor - Формат: LP, 8-Trk, кассета | —                | 14               | —                | —                | —                | —                | —                | —                | —                | —                |                                  |
| All I Can Do                                                                       | - Выпущен: 16 октября 1976 - Лейбл: RCA Victor - Формат: LP, 8-Trk, кассета  | —                | 3                | —                | —                | —                | —                | —                | —                | —                | —                |                                  |
| New Harvest… First Gathering                                                       | - Выпущен: 14 февраля 1977 - Лейбл: RCA Victor - Формат: LP, 8-Trk, кассета  | 71               | 1                | —                | —                | —                | —                | —                | —                | —                | —                |                                  |
| Here You Come Again                                                                | - Выпущен: 3 октября 1977 - Лейбл: RCA Victor - Формат: LP, 8-Trk, кассета   | 20               | 1                | 83               | —                | —                | —                | 12               | —                | —                | —                | - RIAA: Платиновый - MC: Золотой |
| Heartbreaker                                                                       | - Выпущен: 17 июля 1978 - Лейбл: RCA Victor - Формат: LP, 8-Trk, кассета     | 27               | 1                | 67               | —                | —                | —                | 20               | 1                | —                | —                | - RIAA: Золотой - MC: Золотой    |
| Great Balls of Fire                                                                | - Выпущен: 28 мая 1979 - Лейбл: RCA Victor - Формат: LP, 8-Trk, кассета      | 40               | 4                | 48               | —                | —                | —                | 28               | 1                | —                | —                | - RIAA: Золотой                  |
| Символ «—» означает, что альбом не попал в чарт или не выпускался в данной стране. |                                                                              |                  |                  |                  |                  |                  |                  |                  |                  |                  |                  |                                  |

#### 1980-е годы
| Название                                                                           | Детали                                                                           | Позиции в чартах | Позиции в чартах | Позиции в чартах | Позиции в чартах | Позиции в чартах | Позиции в чартах | Позиции в чартах | Позиции в чартах | Позиции в чартах | Позиции в чартах | Сертификации                              |
| Название                                                                           | Детали                                                                           | США              | США              | АВС              | ВЕЛ              | ВЕЛ              | ИРЯ              | КАН              | КАН              | НОЗ              | ШОТ              | Сертификации                              |
| Название                                                                           | Детали                                                                           | 200              | Country          | АВС              | Pop              | Country          | ИРЯ              | Pop              | Country          | НОЗ              | ШОТ              | Сертификации                              |
| ---------------------------------------------------------------------------------- | -------------------------------------------------------------------------------- | ---------------- | ---------------- | ---------------- | ---------------- | ---------------- | ---------------- | ---------------- | ---------------- | ---------------- | ---------------- | ----------------------------------------- |
| Dolly, Dolly, Dolly                                                                | - Выпущен: 14 апреля 1980 - Лейбл: RCA Victor - Формат: LP, 8-Trk, кассета       | 71               | 7                | —                | —                | —                | —                | —                | 1                | —                | —                |                                           |
| 9 to 5 and Odd Jobs                                                                | - Выпущен: 17 ноября 1980 - Лейбл: RCA Victor - Формат: LP, 8-Trk, кассета       | 11               | 1                | 33               | —                | —                | —                | 15               | 3                | —                | —                | - RIAA: Золотой - MC: Золотой             |
| Heartbreak Express                                                                 | - Выпущен: 29 марта 1982 - Лейбл: RCA Victor - Формат: LP, 8-Trk, кассета        | 106              | 5                | —                | —                | —                | —                | —                | —                | —                | —                |                                           |
| Burlap & Satin                                                                     | - Выпущен: 2 марта 1983 - Лейбл: RCA Victor - Формат: LP, CD, 8-Trk, кассета     | 127              | 5                | —                | —                | —                | —                | —                | —                | —                | —                |                                           |
| The Great Pretender                                                                | - Выпущен: 23 января 1984 - Лейбл: RCA Victor - Формат: LP, CD, кассета          | 73               | 7                | 22               | —                | —                | —                | 69               | —                | —                | —                |                                           |
| Once Upon a Christmas (совместно с Кенни Роджерсом)                                | - Выпущен: 29 октября 1984 - Лейбл: RCA Records - Формат: LP, CD, 8-Trk, кассета | 21               | 12               | —                | —                | —                | —                | 31               | —                | —                | —                | - RIAA: 2x Платиновый - MC: 5x Платиновый |
| Real Love                                                                          | - Выпущен: 21 января 1985 - Лейбл: RCA Victor - Формат: LP, CD, кассета          | —                | 9                | —                | —                | —                | —                | —                | —                | —                | —                | - BPI: Золотой                            |
| Trio (совместно с Эммилу Харрис и Линдой Ронстадт)                                 | - Выпущен: 2 марта 1987 - Лейбл: Warner Bros. Records - Формат: LP, CD, кассета  | 6                | 1                | 12               | 60               | —                | —                | 4                | —                | —                | —                | - RIAA: Платиновый                        |
| Rainbow                                                                            | - Выпущен: 23 ноября 1987 - Лейбл: Columbia Records - Формат: LP, CD, кассета    | 153              | 18               | 83               | —                | —                | —                | 83               | —                | —                | —                |                                           |
| White Limozeen                                                                     | - Выпущен: 30 мая 1989 - Лейбл: Columbia Records - Формат: LP, CD, кассета       | —                | 3                | 116              | —                | —                | —                | —                | 18               | —                | —                | - RIAA: Золотой                           |
| Символ «—» означает, что альбом не попал в чарт или не выпускался в данной стране. |                                                                                  |                  |                  |                  |                  |                  |                  |                  |                  |                  |                  |                                           |

#### 1990-е годы
| Название                                                                           | Детали                                                                          | Позиции в чартах | Позиции в чартах | Позиции в чартах | Позиции в чартах | Позиции в чартах | Позиции в чартах | Позиции в чартах | Позиции в чартах | Позиции в чартах | Позиции в чартах | Сертификации                     |
| Название                                                                           | Детали                                                                          | США              | США              | АВС              | ВЕЛ              | ВЕЛ              | ИРЯ              | КАН              | КАН              | НОЗ              | ШОТ              | Сертификации                     |
| Название                                                                           | Детали                                                                          | 200              | Country          | АВС              | Pop              | Country          | ИРЯ              | Pop              | Country          | НОЗ              | ШОТ              | Сертификации                     |
| ---------------------------------------------------------------------------------- | ------------------------------------------------------------------------------- | ---------------- | ---------------- | ---------------- | ---------------- | ---------------- | ---------------- | ---------------- | ---------------- | ---------------- | ---------------- | -------------------------------- |
| Home for Christmas                                                                 | - Выпущен: 11 сентября 1990 - Лейбл: Columbia Records - Формат: LP, CD, кассета | —                | 74               | —                | —                | —                | —                | —                | —                | —                | —                | - RIAA: Золотой                  |
| Eagle When She Flies                                                               | - Выпущен: 7 марта 1991 - Лейбл: Columbia Records - Формат: CD, LP, кассета     | 24               | 1                | 185              | —                | —                | —                | —                | —                | —                | —                | - RIAA: Платиновый - MC: Золотой |
| Slow Dancing with the Moon                                                         | - Выпущен: 23 февраля 1993 - Лейбл: Columbia Records - Формат: CD, кассета      | 16               | 4                | 137              | —                | —                | —                | —                | 7                | —                | —                | - RIAA: Платиновый - MC: Золотой |
| Honky Tonk Angels (совместно с Лореттой Линн и Тэмми Уайнетт)                      | - Выпущен: 2 ноября 1993 - Лейбл: Columbia Records - Формат: CD, кассета        | 42               | 6                | 177              | —                | —                | —                | 44               | 6                | —                | —                | - RIAA: Золотой                  |
| Something Special                                                                  | - Выпущен: 22 августа 1995 - Лейбл: Columbia Records - Формат: CD, кассета      | 54               | 10               | —                | —                | —                | —                | —                | 7                | —                | —                |                                  |
| Treasures                                                                          | - Выпущен: 24 сентября 1996 - Лейбл: MCA Records - Формат: CD, кассета          | 122              | 1                | —                | 116              | 19               | —                | —                | 24               | —                | —                |                                  |
| Hungry Again                                                                       | - Выпущен: 25 августа 1998 - Лейбл: Decca Records - Формат: CD, кассета         | 167              | 23               | —                | 41               | 3                | —                | —                | —                | —                | —                |                                  |
| Trio II (совместно с Эммилу Харрис и Линдой Ронстадт)                              | - Выпущен: 9 февраля 1999 - Лейбл: Asylum Records - Формат: CD, кассета         | 62               | 4                | 66               | —                | —                | —                | —                | 4                | —                | —                | - RIAA: Золотой - MC: Золотой    |
| Precious Memories                                                                  | - Выпущен: 17 апреля 1999 - Лейбл: Blue Eye Records - Формат: CD, кассета       | —                | —                | —                | —                | —                | —                | —                | —                | —                | —                |                                  |
| The Grass Is Blue                                                                  | - Выпущен: 26 октября 1999 - Лейбл: Sugar Hill Records - Формат: CD             | 198              | 24               | —                | —                | 8                | —                | —                | —                | —                | —                |                                  |
| Символ «—» означает, что альбом не попал в чарт или не выпускался в данной стране. |                                                                                 |                  |                  |                  |                  |                  |                  |                  |                  |                  |                  |                                  |

#### 2000-е годы
| Название                                                                           | Детали                                                                      | Позиции в чартах | Позиции в чартах | Позиции в чартах | Позиции в чартах | Позиции в чартах | Позиции в чартах | Позиции в чартах | Позиции в чартах | Позиции в чартах | Позиции в чартах | Сертификации      |
| Название                                                                           | Детали                                                                      | США              | США              | США              | США              | АВС              | ВЕЛ              | ВЕЛ              | ИРЯ              | НОЗ              | ШОТ              | Сертификации      |
| Название                                                                           | Детали                                                                      | 200              | Bluegrass        | Country          | Indie            | АВС              | Pop              | Country          | ИРЯ              | НОЗ              | ШОТ              | Сертификации      |
| ---------------------------------------------------------------------------------- | --------------------------------------------------------------------------- | ---------------- | ---------------- | ---------------- | ---------------- | ---------------- | ---------------- | ---------------- | ---------------- | ---------------- | ---------------- | ----------------- |
| Little Sparrow                                                                     | - Выпущен: 23 января 2001 - Лейбл: Sugar Hill Records - Формат: CD, кассета | 97               | 12               | 12               | 3                | 136              | 30               | 1                | —                | —                | —                | - BPI: Серебряный |
| Halos & Horns                                                                      | - Выпущен: 9 июля 2002 - Лейбл: Sugar Hill Records - Формат: CD, кассета    | 58               | 2                | 4                | 3                | 192              | 37               | 1                | 51               | —                | —                |                   |
| For God and Country                                                                | - Выпущен: 11 ноября 2003 - Лейбл: Welk Music Group - Формат: CD            | 167              | —                | 23               | 6                | —                | —                | —                | —                | —                | —                |                   |
| Those Were the Days                                                                | - Выпущен: 11 октября 2005 - Лейбл: Sugar Hill Records - Формат: CD         | 48               | —                | 9                | 2                | 120              | 35               | 1                | —                | —                | —                |                   |
| Backwoods Barbie                                                                   | - Выпущен: 26 февраля 2008 - Лейбл: Dolly Records - Формат: CD              | 17               | —                | 2                | 2                | 35               | 2                | 60               | —                | —                | —                |                   |
| Символ «—» означает, что альбом не попал в чарт или не выпускался в данной стране. |                                                                             |                  |                  |                  |                  |                  |                  |                  |                  |                  |                  |                   |

#### 2010-е годы
| Название                                                                           | Детали                                                                    | Позиции в чартах | Позиции в чартах | Позиции в чартах | Позиции в чартах | Позиции в чартах | Позиции в чартах | Позиции в чартах | Позиции в чартах | Позиции в чартах | Позиции в чартах | Сертификации      |
| Название                                                                           | Детали                                                                    | США              | США              | АВС              | АВС              | ВЕЛ              | ВЕЛ              | ИРЯ              | КАН              | НОЗ              | ШОТ              | Сертификации      |
| Название                                                                           | Детали                                                                    | 200              | Country          | Pop              | Country          | Pop              | Country          | ИРЯ              | КАН              | НОЗ              | ШОТ              | Сертификации      |
| ---------------------------------------------------------------------------------- | ------------------------------------------------------------------------- | ---------------- | ---------------- | ---------------- | ---------------- | ---------------- | ---------------- | ---------------- | ---------------- | ---------------- | ---------------- | ----------------- |
| Better Day                                                                         | - Выпущен: 28 июня 2011 - Лейбл: Dolly Records - Формат: CD, цифровой     | 51               | 11               | 29               | 1                | 9                | 1                | 68               | —                | 29               | 6                | - BPI: Серебряный |
| Blue Smoke                                                                         | - Выпущен: 31 января 2014 - Лейбл: Dolly Records - Формат: CD, цифровой   | 6                | 2                | 7                | 1                | 2                | 4                | 21               | —                | 1                | 2                | - BPI: Платиновый |
| Pure & Simple                                                                      | - Выпущен: 19 августа 2016 - Лейбл: Dolly Records - Формат: CD, цифровой  | 11               | 1                | 9                | 1                | 2                | 1                | 33               | 20               | 39               | 2                | - BPI: Серебряный |
| I Believe in You                                                                   | - Выпущен: 29 сентября 2017 - Лейбл: Dolly Records - Формат: CD, цифровой | 173              | 20               | 80               | —                | —                | —                | —                | —                | —                | 90               |                   |
| Символ «—» означает, что альбом не попал в чарт или не выпускался в данной стране. |                                                                           |                  |                  |                  |                  |                  |                  |                  |                  |                  |                  |                   |

#### 2020-е годы
| Название                                                                           | Детали                                                                                                  | Позиции в чартах | Позиции в чартах | Позиции в чартах | Позиции в чартах | Позиции в чартах | Позиции в чартах | Позиции в чартах | Позиции в чартах | Позиции в чартах | Позиции в чартах | Сертификации  |
| Название                                                                           | Детали                                                                                                  | США              | США              | АВС              | АВС              | ВЕЛ              | ВЕЛ              | ИРЯ              | КАН              | НОЗ              | ШОТ              | Сертификации  |
| Название                                                                           | Детали                                                                                                  | 200              | Country          | Pop              | Country          | Pop              | Country          | ИРЯ              | КАН              | НОЗ              | ШОТ              | Сертификации  |
| ---------------------------------------------------------------------------------- | --- | ---------------- | ---------------- | ---------------- | ---------------- | ---------------- | ---------------- | ---------------- | ---------------- | ---------------- | ---------------- | ------------- |
| A Holly Dolly Christmas                                                            | - Выпущен: 2 октября 2020 - Лейбл: Butterfly Records - Формат: CD, LP, 8-Trk, цифровой                  | 16               | 1                | 37               | —                | 16               | —                | 27               | 14               | 13               | 11               |               |
| Run, Rose, Run                                                                     | - Выпущен: 4 марта 2022 - Лейбл: Butterfly Records - Формат: CD, LP, цифровой                           | 34               | 4                | —                | 6                | 23               | 1                | —                | —                | —                | 4                |               |
| Rockstar                                                                           | - Выпущен: 17 ноября 2023 - Лейбл: Butterfly, Big Machine - Формат: LP, CD, digital download, streaming | 3                | 1                | 16               | 18               | 70               | 12               | 2                | —                | 5                | —                | RIAA: Золотой |
| Smoky Mountain DNA: Family, Faith and Fables                                       | - Выпущен: 15 ноября 2024 - Лейбл: Butterfly, Big Machine - Формат: LP, CD, digital download, streaming | —                | 6                | —                | —                | —                | —                | —                | —                | —                | —                |               |
| Символ «—» означает, что альбом не попал в чарт или не выпускался в данной стране. | |                  |                  |                  |                  |                  |                  |                  |                  |                  |                  |               |

### Концертные альбомы
| Название                                                                                             | Детали                                                                      | Позиции в чартах | Позиции в чартах | Позиции в чартах | Позиции в чартах | Позиции в чартах | Позиции в чартах | Позиции в чартах | Позиции в чартах | Позиции в чартах | Позиции в чартах | Сертификации |
| Название                                                                                             | Детали                                                                      | США              | США              | США              | АВС              | ВЕЛ              | ИРЯ              | КАН              | КАН              | НОЗ              | ШОТ              | Сертификации |
| Название                                                                                             | Детали                                                                      | 200              | Country          | Indie            | АВС              | ВЕЛ              | ИРЯ              | Pop              | Country          | НОЗ              | ШОТ              | Сертификации |
| --- | --------------------------------------------------------------------------- | ---------------- | ---------------- | ---------------- | ---------------- | ---------------- | ---------------- | ---------------- | ---------------- | ---------------- | ---------------- | ------------ |
| A Real Live Dolly                                                                                    | - Выпущен: 29 июня 1970 - Лейбл: RCA Victor - Формат: LP, 8-Trk, кассета    | 154              | 32               | —                | —                | —                | —                | —                | —                | —                | —                |              |
| In Concert (совместно с Ронни Милсапом, Чарли Прайдом, Четом Аткинсом, Гэри Стюартом и Джерри Ридом) | - Выпущен: 14 апреля 1975 - Лейбл: RCA Records - Формат: LP, 8-Trk, кассета | —                | 19               | —                | —                | —                | —                | —                | —                | —                | —                |              |
| Heartsongs: Live from Home                                                                           | - Выпущен: 27 сентября 1994 - Лейбл: Columbia Records - Формат: CD, кассета | 87               | 16               | —                | 175              | —                | —                | —                | 38               | —                | —                |              |
| Live and Well                                                                                        | - Выпущен: 14 сентября 2004 - Лейбл: Sugar Hill Records - Формат: CD        | 161              | 22               | 12               | —                | 169              | —                | —                | —                | —                | —                |              |
| Live from London                                                                                     | - Выпущен: 10 ноября 2009 - Лейбл: Dolly Records - Формат: CD               | 195              | 36               | 25               | —                | 33               | —                | —                | —                | —                | —                |              |
| Live from Glastonbury 2014                                                                           | - Выпущен: 25 ноября 2016 - Лейбл: Sony Music EU - Формат: LP, CD           | —                | —                | —                | —                | —                | —                | —                | —                | —                | —                |              |
| Символ «—» означает, что альбом не попал в чарт или не выпускался в данной стране.                   |                                                                             |                  |                  |                  |                  |                  |                  |                  |                  |                  |                  |              |

### Саундтреки
| Название                                                                           | Детали                                                                           | Позиции в чартах | Позиции в чартах | Позиции в чартах | Позиции в чартах | Позиции в чартах | Позиции в чартах | Позиции в чартах | Позиции в чартах | Позиции в чартах | Позиции в чартах | Сертификации |
| Название                                                                           | Детали                                                                           | США              | США              | США              | США              | АВС              | АВС              | ВЕЛ              | ВЕЛ              | КАН              | КАН              | Сертификации |
| Название                                                                           | Детали                                                                           | 200              | Country          | Folk             | Sound.           | Pop              | Country          | Country          | Sound.           | Pop              | Country          | Сертификации |
| ---------------------------------------------------------------------------------- | -------------------------------------------------------------------------------- | ---------------- | ---------------- | ---------------- | ---------------- | ---------------- | ---------------- | ---------------- | ---------------- | ---------------- | ---------------- | ------------ |
| 9 to 5                                                                             | - Выпущен: 8 декабря 1980 - Лейбл: 20th Century Fox - Формат: LP, 8-Trk, кассета | 77               | —                | —                | —                | 33               | —                | —                | —                | —                | —                |              |
| The Best Little Whorehouse in Texas                                                | - Выпущен: 12 июля 1982 - Лейбл: MCA Records - Формат: LP, 8-Trk, кассета        | 63               | 5                | —                | —                | —                | —                | —                | —                | —                | —                |              |
| Rhinestone                                                                         | - Выпущен: 18 июня 1984 - Лейбл: RCA Records - Формат: LP, 8-Trk, кассета        | 135              | 32               | —                | —                | —                | —                | —                | —                | —                | —                |              |
| Straight Talk                                                                      | - Выпущен: 31 марта 1992 - Лейбл: Hollywood Records - Формат: CD, кассета        | 138              | 22               | —                | —                | —                | —                | —                | —                | 28               | —                |              |
| Joyful Noise                                                                       | - Выпущен: 10 января 2012 - Лейбл: WaterTower Music - Формат: CD                 | 12               | —                | —                | 1                | —                | —                | —                | —                | —                | —                |              |
| Dumplin’                                                                           | - Выпущен: 30 ноября 2018 - Лейбл: RCA Nashville - Формат: CD, цифровой          | 143              | 16               | 4                | 7                | 119              | 9                | 2                | 8                | —                | —                |              |
| Символ «—» означает, что альбом не попал в чарт или не выпускался в данной стране. |                                                                                  |                  |                  |                  |                  |                  |                  |                  |                  |                  |                  |              |

### Мини-альбомы
| Название                          | Детали                                                               |
| --------------------------------- | -------------------------------------------------------------------- |
| Sha-Kon-O-Hey! Land of Blue Smoke | - Выпущен: 11 февраля 2009 - Лейбл: Dolly Records - Формат: цифровой |

### Видеоальбомы
| Название                                | Детали                                                    |
| --------------------------------------- | --------------------------------------------------------- |
| Dolly In London                         | - Выпущен: 1983 - Лейбл: RCA Home Video - Формат: VHS     |
| Real Love (совместно с Кенни Роджерсом) | - Выпущен: 1985 - Лейбл: RCA Home Video - Формат: VHS, LD |
| Behind The Scenes                       | - Выпущен: 2003 - Лейбл: Blue Eye Records - Формат: DVD   |
| Live and Well                           | - Выпущен: 2004 - Лейбл: Blue Eye Records - Формат: DVD   |
| Live from London                        | - Выпущен: 2009 - Лейбл: Dolly Records - Формат: DVD      |

### Сборники
Сборники, попавшие в чарты или получившие сертификации
| Название                                                                            | Детали                                                                          | Позиции в чартах | Позиции в чартах | Позиции в чартах | Позиции в чартах | Позиции в чартах | Позиции в чартах | Позиции в чартах | Позиции в чартах | Позиции в чартах | Позиции в чартах | Сертификации                         |
| Название                                                                            | Детали                                                                          | США              | США              | АВС              | ВЕЛ              | ВЕЛ              | ИРЯ              | КАН              | КАН              | НОЗ              | ШОТ              | Сертификации                         |
| Название                                                                            | Детали                                                                          | 200              | Country          | АВС              | Pop              | Country          | ИРЯ              | Pop              | Country          | НОЗ              | ШОТ              | Сертификации                         |
| ----------------------------------------------------------------------------------- | ------------------------------------------------------------------------------- | ---------------- | ---------------- | ---------------- | ---------------- | ---------------- | ---------------- | ---------------- | ---------------- | ---------------- | ---------------- | ------------------------------------ |
| The Best of Dolly Parton                                                            | - Выпущен: 9 ноября 1970 - Лейбл: RCA Victor - Формат: LP                       | —                | 12               | —                | —                | —                | —                | —                | —                | —                | —                | - RIAA: Золотой                      |
| Best of Dolly Parton                                                                | - Выпущен: 14 июля 1975 - Лейбл: RCA Victor - Формат: LP, 8-Trk, кассета        | —                | 5                | —                | —                | —                | —                | —                | —                | —                | —                | - RIAA: Золотой                      |
| Both Sides Of Dolly Parton                                                          | - Выпущен: 1978 - Лейбл: RCA Victor - Формат: LP, 8-Trk, кассета                | —                | —                | 37               | 24               | —                | —                | —                | —                | —                | —                | - BPI: Золотой                       |
| Greatest Hits                                                                       | - Выпущен: 13 сентября 1982 - Лейбл: RCA Records - Формат: LP, 8-Trk, кассета   | 77               | 7                | —                | 74               | —                | —                | 58               | —                | —                | —                | - RIAA: Платиновый                   |
| The Winning Hand (совместно с Вилли Нельсоном, Крисом Кристофферсоном и Брендой Ли) | - Выпущен: 1 ноября 1982 - Лейбл: Monument Records - Формат: LP, 8-Trk, кассета | 109              | 4                | —                | —                | —                | —                | —                | —                | —                | —                |                                      |
| The Love Album                                                                      | - Выпущен: 1983 (Европа) - Лейбл: RCA Records - Формат: LP, кассета             | —                | —                | —                | —                | —                | —                | —                | —                | —                | —                | - NVPI: Платиновый                   |
| Think About Love                                                                    | - Выпущен: 15 апреля 1986 - Лейбл: RCA Records - Формат: LP, кассета            | —                | 54               | —                | —                | —                | —                | —                | —                | —                | —                |                                      |
| Dolly Parton’s 16 Biggest Hits                                                      | - Выпущен: 1986 (Австралия) - Лейбл: J&B Records - Формат: LP, кассета          | —                | —                | 27               | —                | —                | —                | —                | —                | —                | —                |                                      |
| Kenny Rogers & Dolly Parton — Vol. 2                                                | - Выпущен: 1989 (Австралия) - Лейбл: Success Records - Формат: LP, CD           | —                | —                | 80               | —                | —                | —                | —                | —                | —                | —                |                                      |
| The Greatest Hits                                                                   | - Выпущен: 1994 - Лейбл: Telestar Records - Формат: CD, кассета                 | —                | —                | —                | 65               | —                | —                | —                | —                | —                | —                |                                      |
| I Will Always Love You and Other Greatest Hits                                      | - Выпущен: апрель 1996 - Лейбл: Columbia Records - Формат: CD, кассета          | 47               | —                | —                | —                | —                | —                | —                | —                | —                | —                |                                      |
| The Best of Dolly Parton                                                            | - Выпущен: 1997 (Европа) - Лейбл: Camden Records - Формат: CD                   | —                | —                | —                | —                | —                | —                | —                | —                | —                | —                | - BPI: Серебряный                    |
| The Ultimate Collection: A Life in Music                                            | - Выпущен: 27 октября 1997 - Лейбл: RCA Records - Формат: CD                    | —                | —                | 36               | 38               | —                | —                | —                | —                | —                | —                | - BPI: Золотой                       |
| Dolly Parton: Love Songs                                                            | - Выпущен: 1999 - Лейбл: Camden Records - Формат: CD                            | —                | —                | —                | —                | —                | —                | —                | —                | —                | —                | - BPI: Серебряный                    |
| Gold: The Hits Collection                                                           | - Выпущен: 2001 - Лейбл: RCA Records - Формат:                                  | —                | —                | —                | 23               | —                | —                | —                | —                | —                | —                | - BPI: Серебряный                    |
| Ultimate Dolly Parton                                                               | - Выпущен: 3 июня 2003 - Лейбл: RCA Nashville - Формат: CD                      | 112              | 10               | 49               | 17               | —                | —                | —                | —                | —                | —                | - BPI: Платиновый                    |
| The Only Dolly Parton Album You’ll Ever Need                                        | - Выпущен: 7 июня 2004 - Лейбл: RCA Records - Формат: CD                        | —                | —                | —                | 127              | —                | —                | —                | —                | —                | —                |                                      |
| Legends                                                                             | - Выпущен: 7 февраля 2005 - Лейбл: RCA Records - Формат: CD                     | —                | —                | —                | 190              | —                | —                | —                | —                | —                | —                |                                      |
| The Essential Dolly Parton                                                          | - Выпущен: 2005 - Лейбл: RCA Records - Формат: CD                               | —                | —                | 140              | —                | —                | —                | —                | —                | —                | —                |                                      |
| The Very Best of Dolly Parton                                                       | - Выпущен: 25 марта 2007 - Лейбл: Sony BMG - Формат: CD                         | —                | —                | 21               | 8                | —                | —                | —                | —                | —                | —                | - ARIA: Платиновый - BPI: Платиновый |
| 16 Biggest Hits                                                                     | - Выпущен: 7 августа 2007 - Лейбл: Legacy Recordings - Формат: CD               | —                | 32               | —                | —                | —                | —                | —                | —                | —                | —                |                                      |
| Playlist: The Very Best of Dolly Parton                                             | - Выпущен: 29 апреля 2008 - Лейбл: Legacy Recordings - Формат: CD               | —                | 57               | —                | —                | —                | —                | —                | —                | —                | —                |                                      |
| Dolly                                                                               | - Выпущен: 27 октября 2009 - Лейбл: Sony Legacy - Формат: CD                    | —                | 59               | —                | —                | —                | —                | —                | —                | —                | —                |                                      |
| Dolly Parton & Friends                                                              | - Выпущен: 2 июня 2011 - Лейбл: Sony Music Entertainment - Формат: DVD          | —                | —                | —                | —                | —                | —                | —                | —                | —                | —                | - ARIA: 2x Платиновый                |
| The Real…Dolly Parton                                                               | - Выпущен: 14 октября 2013 - Лейбл: Sony Music Entertainment - Формат: CD       | —                | —                | —                | —                | —                | —                | —                | —                | —                | —                | - BPI: Золотой                       |
| The Complete Trio Collection (совместно с Эммилу Харрис и Линдой Ронстадт)          | - Выпущен: 9 сентября 2016 - Лейбл: Rhino Records - Формат: СD, цифровой        | 125              | 7                | 3                | 47               | 1                | 81               | —                | —                | 5                | 24               |                                      |
| Символ «—» означает, что альбом не попал в чарт или не выпускался в данной стране.  |                                                                                 |                  |                  |                  |                  |                  |                  |                  |                  |                  |                  |                                      |

Прочие сборники
- Hits Made Famous by Country Queens (1963)
- As Long as I Love (1980)
- Dolly Parton and George Jones (1970)
- Just the Way I Am (1972)
- The World of Dolly Parton (1972)
- Mine (1973)
- Dolly Parton (1974)
- The Hits of Dolly Parton (1975)
- I Wish I Felt This Way At Home (1975)
- Just Because I’m a Woman (1976)
- Country Club: The Hits of Dolly Parton (1976)
- You Are (1977)
- The Dolly Parton Story (1977)
- 18 Greatest Hits (1977)
- In the Beginning (1978)
- Country Heroes: Dolly Parton (1978)
- Dolly Parton & Chris LeDoux (1979)
- The Great Dolly Parton Vol. 1 (D-I-V-O-R-C-E) (1979)
- The Dolly Parton Collection (1979)
- Recital: Ses Plus Grands Succès (1979)
- Love Is Like a Butterfly (1980)
- The Dolly Parton Collection (1980)
- The Very Best of Dolly Parton (1981)
- The Great Dolly Parton Vol. 2 (1981)
- The Best of Dolly Parton (1981)
- Best (1981)
- Country Music: Dolly Parton (1981)
- Golden Favorites (1981)
- Dolly (1981)
- Dolly Parton (1982)
- I Love You (1982)
- Dolly Parton & Donna Fargo — Queens of Country (1983)
- HBO Presents Dolly Parton’s Greatest Hits (1983)
- Her Greatest Hits and Finest Performances (1984)
- Dolly Parton: Golden Highlights (1984)
- Collector’s Series (1985)
- 12 of Her Biggest No. 1 Hits (1985)
- With Love from Dolly Parton (1985)
- Kenny Rogers & Dolly Parton — Vol. 1 (1985)
- The Love Album — Vol. 2 (1985)
- Dolly Parton & Friends — Letter to Heaven (1985)
- Dolly Parton — Autograph (1986)
- The Best There Is (1987)
- The Very Best of Willie & Dolly (1987)
- Jolene (1987)
- Best of Dolly Parton, Vol. 3 (1987)
- Save the Last Dance for Me (1987)
- Her Greatest Hits (1987)
- Country Heroes — Dolly Parton (1989)
- The Best of Dolly Parton (1990)
- Her Greatest Hits (1991)
- Best Love Songs (1991)
- Dolly Parton: Golden Favorites (1991)
- Dolly Parton: Anthology (1991)
- Dolly Parton: Country Girl (1991)
- Dolly Parton: Favourites (1992)
- Dolly Parton: Jolene (1992)
- The RCA Years 1967—1986 (1993)
- The New Best of Dolly Parton (1993)
- Dolly Parton & Friends (1993)
- The Little Things (18 Great Country Songs) (1993)
- I Will Always Love You: 36 All-Time Greatest Hits! (1993)
- Dolly Parton & Friends (1993)
- Country Classics (1993)
- Dolly Parton: Country Classics (1993)
- Best Selection (1994)
- I Will Always Love You: The Essential Dolly Parton One (1995)
- The Great Dolly Parton (1995)
- 2 Gether on 1: Just Because I’m A Woman & Just Between You And Me (1995)
- Dolly Parton: Super Hits (1996)
- Dolly Parton: 24 Karat Gold (1996)
- Legendary Country Singers: Dolly Parton (1996)
- The Essential Dolly Parton Volume Two (1997)
- I Believe: The Encore Collection (1997)
- Dolly Parton: The Encore Collection (1997)
- The Encore Collection (1997)
- TuTTi Legends: Dolly Parton (1998)
- Dolly Parton: Best of La Legende Country (1998)
- Dolly Parton: Super Hits II (1999)
- Greatest Hits (1999)
- Dolly Parton: Super Hits (1999)
- Legendary Dolly Parton (2000)
- Best Collection (2001)
- Here You Come Again (2001)
- The Best of Dolly Parton (2001)
- Joshua & Coat of Many Colors (2001)
- Jolene & My Tennessee Mountain Home (2001)
- Midnight Country: Dolly Parton (2001)
- Mission Chapel Memories: 1971-1975 (2001)
- Country Legends: Dolly Parton (2002)
- RCA Country Legends (2002)
- All American Country (2002)
- Dolly Parton Greatest Hits (2002)
- The Best of Dolly Parton (2002)
- Songs of Love and Heartache (2002)
- Best of the Best — Hall of Fame 1999 (2002)
- Coat of Many Colors: Best of the Best (2002)
- The Ultimate Collection (2002)
- Love Songs (2002)
- Dolly Parton & Kenny Rogers (2003)
- From Nine to Five (2003)
- Country Legends: Dolly Parton Gospel (2003)
- The Bluegrass Collection (2003)
- Dolly Parton: Makin' Believe (2003)
- Dolly Parton & Kitty Wells: Back to Back (2003)
- The Very Best of Love (2004)
- The Great Dolly Parton (2004)
- The Best of Dolly Parton (2004)
- Platinum & Gold Collection: Dolly Parton (2004)
- Dolly Parton — The Early Years (2004)
- Artist Collection (2004)
- Dolly Parton — The Collection (2004)
- Covered by Dolly (2005)
- American Music Legends: Dolly Parton (2005)
- Dolly Parton (2005)
- Collections (2005)
- The Monument Sessions (2005)
- Dolly Parton: Queen of Country (2005)
- The Acoustic Collection: 1999-2002 (2006)
- Everything’s Beautiful (2006)
- Love Songs (2006)
- Singer, Songwriter & Legendary Performer (2007)
- All I Can Do & New Harvest…First Gathering (2007)
- Burlap & Satin & Real Love (2007)
- Great Balls of Fire & Dolly, Dolly, Dolly (2007)
- All American Country Vol. 2 (2007)
- The Very Best of Dolly Parton Vol. 2 (2007)
- Don & Dolly: Greatest Hits (2007)
- Dolly Parton X 2: Jolene/Coat of Many Colors (2008)
- Honky Tonk Angel (2008)
- Dolly Parton — Greatest Hits (2008)
- The Tour Collection (2008)
- Dolly: Collector’s Edition (2008)
- Triple Feature (2008)
- Original Album Classics (2008)
- From the Heart (2009)
- Dolly Parton: Collection (2009)
- Best of Dolly Parton (2010)
- Letter to Heaven: Songs of Faith & Inspiration (2010)
- 3 Original Album Classics (2010)
- The Fairest of Them All & My Favorite Songwriter, Porter Wagoner (2010)
- The Essential Dolly Parton 3.0 (2010)
- Playlist: The Very Best Gospel of Dolly Parton (2010)
- The Gospel Collection (2010)
- Triple Feature Vol. 2 (2010)
- Legends: Super Hits/Heartbreaker (2010)
- The Essential Greatest Hits (2011)
- Original Album Classics Vol. 2 (2011)
- Dolly Parton: Live at the Boarding House (2012)
- The Essential Collection (2013)
- Dolly Parton’s My People — The Original Cast Album (2013)
- The Very Best of Dolly Parton — Tour Edition (2013)
- Dolly Parton: The Box Set Series (2014)
- Dolly Parton: Live at the Bottom Line (2015)
- Dolly Parton: Nashville Stories (2015)
- Dolly Parton: The Collection (2015)
- Country Girl in the Big Apple: Live at the Bottom Line New York City 1977 (2016)
- Country: Dolly Parton (2016)
- Back To Back (2020)

## Синглы

### Как главный исполнитель

#### 1960-е годы
| Год                                                                               | Название                                                           | Позиции в чартах | Позиции в чартах | Позиции в чартах | Позиции в чартах | Позиции в чартах | Позиции в чартах | Позиции в чартах | Позиции в чартах | Позиции в чартах | Сертификации | Альбом                                     |
| Год                                                                               | Название                                                           | США              | США              | США              | США              | АВС              | ВЕЛ              | КАН              | КАН              | КАН              | Сертификации | Альбом                                     |
| Год                                                                               | Название                                                           | 100              | AC               | Country          | Dance            | АВС              | ВЕЛ              | Pop              | AC               | Country          | Сертификации | Альбом                                     |
| --------------------------------------------------------------------------------- | ------------------------------------------------------------------ | ---------------- | ---------------- | ---------------- | ---------------- | ---------------- | ---------------- | ---------------- | ---------------- | ---------------- | ------------ | ------------------------------------------ |
| 1959                                                                              | «Puppy Love»                                                       | —                | —                | —                | —                | —                | —                | —                | —                | —                |              | без альбома                                |
| 1962                                                                              | «So Little I Wanted, So Little I Got» (совместно с Биллом Оуэнсом) | —                | —                | —                | —                | —                | —                | —                | —                | —                |              | без альбома                                |
| 1962                                                                              | «It’s Sure Gonna Hurt» (совместно с Merry Melody Singers)          | —                | —                | —                | —                | —                | —                | —                | —                | —                |              | без альбома                                |
| 1964                                                                              | «What Do You Think About Lovin»                                    | —                | —                | —                | —                | —                | —                | —                | —                | —                |              | без альбома                                |
| 1965                                                                              | «Happy, Happy Birthday Baby»                                       | —                | —                | —                | —                | —                | —                | —                | —                | —                |              | без альбома                                |
| 1966                                                                              | «Busy Signal»                                                      | —                | —                | —                | —                | —                | —                | —                | —                | —                |              | без альбома                                |
| 1966                                                                              | «Don’t Drop Out»                                                   | —                | —                | —                | —                | —                | —                | —                | —                | —                |              | без альбома                                |
| 1966                                                                              | «The Little Things»                                                | —                | —                | —                | —                | —                | —                | —                | —                | —                |              | Hello, I’m Dolly                           |
| 1966                                                                              | «Dumb Blonde»                                                      | —                | —                | 24               | —                | —                | —                | —                | —                | —                |              | Hello, I’m Dolly                           |
| 1967                                                                              | «Something Fishy»                                                  | —                | —                | 17               | —                | —                | —                | —                | —                | —                |              | Hello, I’m Dolly                           |
| 1967                                                                              | «Why, Why, Why»                                                    | —                | —                | —                | —                | —                | —                | —                | —                | —                |              | без альбома                                |
| 1968                                                                              | «I’m Not Worth the Tears»                                          | —                | —                | —                | —                | —                | —                | —                | —                | —                |              | без альбома                                |
| 1968                                                                              | «Just Because I’m a Woman»                                         | —                | —                | 17               | —                | —                | —                | —                | —                | 8                |              | Just Because I’m a Woman                   |
| 1968                                                                              | «In the Good Old Days (When Times Were Bad)»                       | —                | —                | 25               | —                | —                | —                | —                | —                | —                |              | In the Good Old Days (When Times Were Bad) |
| 1969                                                                              | «Daddy»                                                            | —                | —                | 40               | —                | —                | —                | —                | —                | —                |              | My Blue Ridge Mountain Boy                 |
| 1969                                                                              | «In the Ghetto»                                                    | —                | —                | 50               | —                | —                | —                | —                | —                | 12               |              | My Blue Ridge Mountain Boy                 |
| 1969                                                                              | «My Blue Ridge Mountain Boy»                                       | —                | —                | 45               | —                | —                | —                | —                | —                | 22               |              | My Blue Ridge Mountain Boy                 |
| 1969                                                                              | «Daddy Come and Get Me»                                            | —                | —                | 40               | —                | —                | —                | —                | —                | 31               |              | The Fairest of Them All                    |
| Символ «—» означает, что сингл не попал в чарт или не выпускался в данной стране. |                                                                    |                  |                  |                  |                  |                  |                  |                  |                  |                  |              |                                            |

#### 1970-е годы
| Год                                                                               | Название                                      | Позиции в чартах | Позиции в чартах | Позиции в чартах | Позиции в чартах | Позиции в чартах | Позиции в чартах | Позиции в чартах | Позиции в чартах | Позиции в чартах | Сертификации                            | Альбом                                 |
| Год                                                                               | Название                                      | США              | США              | США              | США              | АВС              | ВЕЛ              | КАН              | КАН              | КАН              | Сертификации                            | Альбом                                 |
| Год                                                                               | Название                                      | 100              | AC               | Country          | Dance            | АВС              | ВЕЛ              | Pop              | AC               | Country          | Сертификации                            | Альбом                                 |
| --------------------------------------------------------------------------------- | --------------------------------------------- | ---------------- | ---------------- | ---------------- | ---------------- | ---------------- | ---------------- | ---------------- | ---------------- | ---------------- | --------------------------------------- | -------------------------------------- |
| 1970                                                                              | «Mule Skinner Blues (Blue Yodel No. 8)»       | —                | —                | 3                | —                | —                | —                | —                | —                | 4                |                                         | The Best of Dolly Parton               |
| 1970                                                                              | «Joshua»                                      | —                | —                | 1                | —                | —                | —                | —                | —                | 2                |                                         | Joshua                                 |
| 1971                                                                              | «Comin' for to Carry Me Home»                 | —                | —                | 23               | —                | —                | —                | —                | —                | —                |                                         | без альбома                            |
| 1971                                                                              | «My Blue Tears»                               | —                | —                | 17               | —                | —                | —                | —                | —                | 4                |                                         | Coat of Many Colors                    |
| 1971                                                                              | «Coat of Many Colors»                         | —                | —                | 4                | —                | 60               | —                | —                | —                | 15               |                                         | Coat of Many Colors                    |
| 1972                                                                              | «Touch Your Woman»                            | —                | —                | 6                | —                | —                | —                | —                | —                | 28               |                                         | Touch Your Woman                       |
| 1972                                                                              | «Washday Blues»                               | —                | —                | 20               | —                | —                | —                | —                | —                | 7                |                                         | My Favorite Songwriter, Porter Wagoner |
| 1972                                                                              | «When I Sing for Him»                         | —                | —                | —                | —                | —                | —                | —                | —                | —                |                                         | My Favorite Songwriter, Porter Wagoner |
| 1972                                                                              | «My Tennessee Mountain Home»                  | —                | —                | 15               | —                | —                | —                | —                | —                | 10               |                                         | My Tennessee Mountain Home             |
| 1973                                                                              | «Traveling Man»                               | —                | —                | 20               | —                | —                | —                | —                | —                | 12               |                                         | Bubbling Over                          |
| 1973                                                                              | «Jolene»                                      | 60               | 44               | 1                | —                | 99               | 7                | 84               | 10               | 1                | - RIAA: 2x Платиновый - BPI: Платиновый | Jolene                                 |
| 1974                                                                              | «I Will Always Love You»                      | —                | —                | 1                | —                | —                | —                | —                | —                | 4                | - RIAA: Платиновый - BPI: Золотой       | Jolene                                 |
| 1974                                                                              | «Love Is Like a Butterfly»                    | —                | 38               | 1                | —                | 55               | —                | —                | —                | 2                |                                         | Love Is Like a Butterfly               |
| 1975                                                                              | «The Bargain Store»                           | —                | 35               | 1                | —                | —                | —                | —                | —                | 3                |                                         | The Bargain Store                      |
| 1975                                                                              | «The Seeker»                                  | —                | —                | 2                | —                | —                | —                | —                | —                | 1                |                                         | Dolly                                  |
| 1975                                                                              | «We Used To»                                  | —                | —                | 9                | —                | —                | —                | —                | —                | 4                |                                         | Dolly                                  |
| 1976                                                                              | «Hey, Lucky Lady»                             | —                | —                | 19               | —                | —                | —                | —                | —                | 11               |                                         | All I Can Do                           |
| 1976                                                                              | «All I Can Do»                                | —                | —                | 3                | —                | —                | —                | —                | —                | 1                |                                         | All I Can Do                           |
| 1976                                                                              | «Shattered Image»                             | —                | —                | —                | —                | —                | —                | —                | —                | —                |                                         | All I Can Do                           |
| 1977                                                                              | «You Are»                                     | —                | —                | —                | —                | —                | —                | —                | —                | —                |                                         | New Harvest…First Gathering            |
| 1977                                                                              | «Light of a Clear Blue Morning»               | 87               | —                | 11               | —                | —                | —                | —                | —                | 4                |                                         | New Harvest…First Gathering            |
| 1977                                                                              | «Applejack»                                   | —                | —                | —                | —                | —                | —                | —                | —                | —                |                                         | New Harvest…First Gathering            |
| 1977                                                                              | «(Your Love Has Lifted Me) Higher and Higher» | —                | —                | —                | —                | —                | —                | —                | —                | —                |                                         | New Harvest…First Gathering            |
| 1977                                                                              | «Here You Come Again»                         | 3                | 2                | 1                | —                | 10               | 75               | 7                | 1                | 1                | - RIAA: Платиновый                      | Here You Come Again                    |
| 1978                                                                              | «Two Doors Down»                              | 19               | 12               | —                | —                | —                | —                | 26               | 7                | —                |                                         | Here You Come Again                    |
| 1978                                                                              | «It’s All Wrong, But It’s All Right»          | —                | —                | 1                | —                | —                | —                | —                | —                | 1                |                                         | Here You Come Again                    |
| 1978                                                                              | «Heartbreaker»                                | 37               | 12               | 1                | —                | —                | —                | 41               | 1                | 1                |                                         | Heartbreaker                           |
| 1978                                                                              | «It’s Too Late to Love Me Now»                | —                | —                | —                | —                | —                | —                | —                | —                | —                |                                         | Heartbreaker                           |
| 1978                                                                              | «Baby I’m Burnin’»                            | 25               | 11               | 48               | 15               | 34               | —                | 30               | 9                | 1                |                                         | Heartbreaker                           |
| 1978                                                                              | «I Really Got the Feeling»                    | —                | —                | 1                | —                | —                | —                | —                | —                | —                |                                         | Heartbreaker                           |
| 1979                                                                              | «You’re the Only One»                         | 59               | 14               | 1                | —                | 33               | —                | 63               | 1                | 1                |                                         | Great Balls of Fire                    |
| 1979                                                                              | «Great Balls of Fire»                         | —                | —                | —                | —                | —                | —                | —                | —                | —                |                                         | Great Balls of Fire                    |
| 1979                                                                              | «Sweet Summer Lovin'»                         | 77               | 41               | 7                | —                | —                | —                | —                | 8                | 6                |                                         | Great Balls of Fire                    |
| 1979                                                                              | «Star of the Show»                            | —                | —                | —                | —                | 99               | —                | —                | —                | —                |                                         | Great Balls of Fire                    |
| Символ «—» означает, что сингл не попал в чарт или не выпускался в данной стране. |                                               |                  |                  |                  |                  |                  |                  |                  |                  |                  |                                         |                                        |

#### 1980-е годы
| Год                                                                               | Название                                                                   | Позиции в чартах | Позиции в чартах | Позиции в чартах | Позиции в чартах | Позиции в чартах | Позиции в чартах | Позиции в чартах | Позиции в чартах | Позиции в чартах | Сертификации                                                | Альбом                              |
| Год                                                                               | Название                                                                   | США              | США              | США              | США              | АВС              | ВЕЛ              | КАН              | КАН              | КАН              | Сертификации                                                | Альбом                              |
| Год                                                                               | Название                                                                   | 100              | AC               | Country          | Dance            | АВС              | ВЕЛ              | Pop              | AC               | Country          | Сертификации                                                | Альбом                              |
| --------------------------------------------------------------------------------- | -------------------------------------------------------------------------- | ---------------- | ---------------- | ---------------- | ---------------- | ---------------- | ---------------- | ---------------- | ---------------- | ---------------- | ----------------------------------------------------------- | ----------------------------------- |
| 1980                                                                              | «Starting Over Again»                                                      | 36               | 35               | 1                | —                | —                | —                | —                | —                | 2                |                                                             | Dolly, Dolly, Dolly                 |
| 1980                                                                              | «Me and Little Andy»                                                       | —                | —                | —                | —                | —                | —                | —                | —                | —                |                                                             | Here You Come Again                 |
| 1980                                                                              | «Old Flames Can’t Hold a Candle to You»                                    | —                | —                | 1                | —                | —                | —                | —                | —                | 2                |                                                             | Dolly, Dolly, Dolly                 |
| 1980                                                                              | «Packin' It Up»                                                            | —                | —                | —                | —                | —                | —                | —                | —                | —                |                                                             | Dolly, Dolly, Dolly                 |
| 1980                                                                              | «9 to 5»                                                                   | 1                | 1                | 1                | 77               | 9                | 47               | 9                | —                | 1                | - RIAA: 2x Платиновый - BPI: Платиновый - MC: 3x Платиновый | 9 to 5 and Odd Jobs                 |
| 1981                                                                              | «But You Know I Love You»                                                  | 41               | 14               | 1                | —                | —                | —                | —                | —                | 2                |                                                             | 9 to 5 and Odd Jobs                 |
| 1981                                                                              | «The House of the Rising Sun»                                              | 77               | 30               | 14               | —                | —                | —                | —                | —                | 20               |                                                             | 9 to 5 and Odd Jobs                 |
| 1981                                                                              | «Working Girl»                                                             | —                | —                | —                | —                | —                | —                | —                | —                | —                |                                                             | 9 to 5 and Odd Jobs                 |
| 1982                                                                              | «Single Women»                                                             | —                | —                | 8                | —                | —                | —                | —                | —                | 1                |                                                             | Heartbreak Express                  |
| 1982                                                                              | «Heartbreak Express»                                                       | —                | 7                | —                | —                | —                | —                | —                | —                | 1                |                                                             | Heartbreak Express                  |
| 1982                                                                              | «I Will Always Love You»                                                   | 53               | 17               | 1                | —                | 72               | —                | 8                | 2                | 1                |                                                             | The Best Little Whorehouse in Texas |
| 1982                                                                              | «Do I Ever Cross Your Mind»                                                | —                | —                | —                | —                | —                | —                | —                | —                | —                |                                                             | Heartbreak Express                  |
| 1982                                                                              | «Heartbreak Express»                                                       | —                | —                | 8                | —                | —                | —                | —                | —                | 27               |                                                             | The Best Little Whorehouse in Texas |
| 1982                                                                              | «Everything’s Beautiful (In Its Own Way)»                                  | —                | 19               | 7                | —                | —                | 5                | —                | 2                | —                |                                                             | The Winning Hand                    |
| 1983                                                                              | «Potential New Boyfriend»                                                  | —                | —                | 20               | 14               | 53               | —                | —                | —                | 13               |                                                             | Burlap & Satin                      |
| 1983                                                                              | «Save the Last Dance for Me»                                               | 45               | 12               | 3                | —                | 31               | —                | —                | 3                | 2                |                                                             | The Great Pretender                 |
| 1984                                                                              | «Downtown»                                                                 | 80               | 20               | 36               | —                | —                | —                | 8                | —                | 20               |                                                             | The Great Pretender                 |
| 1984                                                                              | «She Don’t Love You (Like I Love You)»                                     | —                | —                | —                | —                | —                | —                | —                | —                | —                |                                                             | The Great Pretender                 |
| 1984                                                                              | «Tennessee Homesick Blues»                                                 | —                | —                | 1                | —                | —                | —                | —                | —                | 1                |                                                             | Rhinestone                          |
| 1984                                                                              | «Sweet Lovin' Friends» (совместно со Сильвестром Сталлоне)                 | —                | —                | —                | —                | —                | —                | —                | —                | —                |                                                             | Rhinestone                          |
| 1984                                                                              | «God Won’t Get You»                                                        | —                | —                | 10               | —                | —                | —                | —                | —                | 8                |                                                             | Rhinestone                          |
| 1984                                                                              | «What a Heartache»                                                         | —                | —                | —                | —                | —                | —                | —                | —                | —                |                                                             | Rhinestone                          |
| 1984                                                                              | «Medley: Winter Wonderland / Sleigh Ride»                                  | —                | —                | —                | —                | —                | —                | —                | —                | —                |                                                             | Once Upon a Christmas               |
| 1984                                                                              | «The Greatest Gift of All» (совместно с Кенни Роджерсом)                   | 81               | 40               | 53               | —                | —                | —                | —                | —                | —                |                                                             | Once Upon a Christmas               |
| 1985                                                                              | «Don’t Call It Love»                                                       | —                | 12               | 3                | —                | —                | —                | —                | 15               | 5                |                                                             | Real Love                           |
| 1985                                                                              | «Real Love» (совместно с Кенни Роджерсом)                                  | 91               | 13               | 1                | —                | 45               | —                | —                | 19               | 1                |                                                             | Real Love                           |
| 1985                                                                              | «Think About Love»                                                         | —                | —                | 1                | —                | 74               | —                | —                | —                | 1                |                                                             | Real Love                           |
| 1985                                                                              | «Christmas Without You» (совместно с Кенни Роджерсом)                      | —                | —                | —                | —                | —                | 88               | —                | —                | —                |                                                             | Once Upon a Christmas               |
| 1986                                                                              | «Almost in Love»                                                           | —                | —                | —                | —                | —                | —                | —                | —                | —                |                                                             | The Love Album 2                    |
| 1986                                                                              | «Tie Our Love (In a Double Knot)»                                          | —                | —                | 17               | —                | —                | —                | —                | —                | 20               |                                                             | Real Love                           |
| 1986                                                                              | «We Had It All»                                                            | —                | —                | 31               | —                | —                | —                | —                | —                | 30               |                                                             | Think About Love                    |
| 1987                                                                              | «To Know Him Is to Love Him» (совместно с Эммилу Харрис и Линдой Ронстадт) | —                | —                | 1                | —                | 54               | —                | —                | —                | 1                |                                                             | Trio                                |
| 1987                                                                              | «Telling Me Lies» (совместно с Эммилу Харрис и Линдой Ронстадт)            | —                | 35               | 3                | —                | —                | —                | —                | —                | 6                |                                                             | Trio                                |
| 1987                                                                              | «Those Memories of You» (совместно с Эммилу Харрис и Линдой Ронстадт)      | —                | —                | 5                | —                | —                | —                | —                | —                | 1                |                                                             | Trio                                |
| 1987                                                                              | «I Believe in Santa Claus» (совместно с Кенни Роджерсом)                   | —                | —                | —                | —                | —                | —                | —                | —                | —                |                                                             | Once Upon a Christmas               |
| 1987                                                                              | «The River Unbroken»                                                       | —                | 43               | 63               | —                | —                | —                | —                | 23               | 51               |                                                             | Rainbow                             |
| 1988                                                                              | «I Know You by Heart» (совместно с Смоки Робинсоном)                       | —                | 22               | —                | —                | —                | —                | —                | —                | —                |                                                             | Rainbow                             |
| 1988                                                                              | «Wildflowers» (совместно с Эммилу Харрис и Линдой Ронстадт)                | —                | —                | 6                | —                | —                | —                | —                | —                | 8                |                                                             | Trio                                |
| 1988                                                                              | «Make Love Work»                                                           | —                | —                | —                | —                | —                | —                | —                | —                | —                |                                                             | Rainbow                             |
| 1989                                                                              | «Why’d You Come in Here Lookin' Like That»                                 | —                | —                | 1                | —                | —                | —                | —                | —                | 1                |                                                             | White Limozeen                      |
| 1989                                                                              | «Yellow Roses»                                                             | —                | —                | 1                | —                | —                | —                | —                | —                | 1                |                                                             | White Limozeen                      |
| 1989                                                                              | «He’s Alive»                                                               | —                | —                | 39               | —                | —                | —                | —                | —                | 49               |                                                             | White Limozeen                      |
| Символ «—» означает, что сингл не попал в чарт или не выпускался в данной стране. |                                                                            |                  |                  |                  |                  |                  |                  |                  |                  |                  |                                                             |                                     |

#### 1990-е годы
| Год                                                                               | Название                                                                                               | Позиции в чартах | Позиции в чартах | Позиции в чартах | Позиции в чартах | Позиции в чартах | Позиции в чартах | Позиции в чартах | Позиции в чартах | Позиции в чартах | Сертификации | Альбом                     |
| Год                                                                               | Название                                                                                               | США              | США              | США              | США              | АВС              | ВЕЛ              | КАН              | КАН              | КАН              | Сертификации | Альбом                     |
| Год                                                                               | Название                                                                                               | 100              | AC               | Country          | Dance            | АВС              | ВЕЛ              | Pop              | AC               | Country          | Сертификации | Альбом                     |
| --------------------------------------------------------------------------------- | --- | ---------------- | ---------------- | ---------------- | ---------------- | ---------------- | ---------------- | ---------------- | ---------------- | ---------------- | ------------ | -------------------------- |
| 1990                                                                              | «Time for Me to Fly»                                                                                   | —                | —                | 39               | —                | —                | —                | —                | —                | 39               |              | White Limozeen             |
| 1990                                                                              | «White Limozeen»                                                                                       | —                | —                | 29               | —                | —                | —                | —                | —                | 47               |              | White Limozeen             |
| 1990                                                                              | «Slow Healing Heart»                                                                                   | —                | —                | —                | —                | —                | —                | —                | —                | —                |              | White Limozeen             |
| 1991                                                                              | «Rockin' Years» (совместно с Рики Ван Шелтоном)                                                        | —                | —                | 1                | —                | —                | —                | —                | —                | 1                |              | Eagle When She Flies       |
| 1991                                                                              | «Silver and Gold»                                                                                      | —                | 15               | —                | —                | —                | —                | —                | —                | 7                |              | Eagle When She Flies       |
| 1991                                                                              | «Eagle When She Flies»                                                                                 | —                | —                | 33               | —                | —                | —                | —                | —                | 9                |              | Eagle When She Flies       |
| 1992                                                                              | «Country Road»                                                                                         | —                | —                | 46               | —                | —                | —                | —                | —                | 99               |              | Eagle When She Flies       |
| 1992                                                                              | «Straight Talk»                                                                                        | —                | —                | 64               | —                | 194              | —                | —                | —                | —                |              | Straight Talk              |
| 1992                                                                              | «Light of a Clear Blue Morning»                                                                        | —                | —                | —                | —                | —                | —                | —                | —                | —                |              | Straight Talk              |
| 1992                                                                              | «Burning» (совместно с Лесом Тейлором)                                                                 | —                | —                | —                | —                | —                | —                | —                | —                | —                |              | Straight Talk              |
| 1993                                                                              | «Romeo» (совместно с Билли Рэем Сайрусом, Таней Такер, Мэри Чапин Карпентер, Кэтти Матеа и Пэм Тиллис) | 50               | —                | 27               | —                | —                | —                | —                | —                | 33               |              | Slow Dancing with the Moon |
| 1993                                                                              | «More Where That Came From»                                                                            | —                | —                | 58               | —                | —                | —                | —                | —                | —                |              | Slow Dancing with the Moon |
| 1993                                                                              | «Full Circle»                                                                                          | —                | —                | —                | —                | —                | —                | —                | —                | —                |              | Slow Dancing with the Moon |
| 1993                                                                              | «Silver Threads and Golden Needles» (совместно с Лоеттой Линн и Тэмми Уайнетт)                         | —                | —                | 68               | —                | —                | —                | —                | —                | —                |              | Honky Tonk Angels          |
| 1993                                                                              | «The Day I Fall in Love» (совместно с Джеймсом Ингрэмом)                                               | —                | 36               | —                | —                | 188              | 64               | —                | —                | —                |              | Beethoven’s 2nd            |
| 1994                                                                              | «To Daddy» (Live)                                                                                      | —                | —                | —                | —                | —                | —                | —                | —                | —                |              | Heartsongs: Live from Home |
| 1995                                                                              | «I Will Always Love You» (совместно с Винсом Гиллом)                                                   | —                | —                | 15               | —                | —                | —                | —                | —                | 22               |              | Something Special          |
| 1996                                                                              | «Just When I Needed You Most»                                                                          | —                | —                | 62               | —                | —                | —                | —                | —                | 68               |              | Treasures                  |
| 1997                                                                              | «Peace Train»                                                                                          | —                | —                | —                | 23               | —                | 97               | —                | —                | 166              |              | Treasures                  |
| 1997                                                                              | «Something Bigger Than Me»                                                                             | —                | —                | —                | —                | —                | —                | —                | —                | —                |              | Annabelle’s Wish           |
| 1998                                                                              | «Honky Tonk Songs»                                                                                     | —                | —                | 74               | —                | —                | —                | —                | —                | 91               |              | Hungry Again               |
| 1998                                                                              | «The Salt in My Tears»                                                                                 | —                | —                | —                | —                | —                | —                | —                | —                | —                |              | Hungry Again               |
| 1999                                                                              | «High Sierra» (совместно с Эммилу Харрис и Линдой Ронстадт)                                            | —                | —                | —                | —                | —                | —                | —                | —                | 90               |              | Trio II                    |
| 1999                                                                              | «After the Gold Rush» (совместно с Эммилу Харрис и Линдой Ронстадт)                                    | —                | —                | —                | —                | —                | —                | —                | —                | —                |              | Trio II                    |
| 1999                                                                              | «Feels Like Home» (совместно с Эммилу Харрис и Линдой Ронстадт)                                        | —                | —                | —                | —                | —                | —                | —                | —                | —                |              | Trio II                    |
| 1999                                                                              | «Do I Ever Cross Your Mind» (совместно с Эммилу Харрис и Линдой Ронстадт)                              | —                | —                | —                | —                | —                | —                | —                | —                | —                |              | Trio II                    |
| 1999                                                                              | «Walking on Sunshine»                                                                                  | —                | —                | —                | —                | —                | —                | —                | —                | —                |              | Treasures                  |
| 1999                                                                              | «A Few Old Memories»                                                                                   | —                | —                | —                | —                | —                | —                | —                | —                | —                |              | The Grass Is Blue          |
| Символ «—» означает, что сингл не попал в чарт или не выпускался в данной стране. | |                  |                  |                  |                  |                  |                  |                  |                  |                  |              |                            |

#### 2000-е годы
| Год                                                                               | Название                                                      | Позиции в чартах | Позиции в чартах | Позиции в чартах | Позиции в чартах | Позиции в чартах | Позиции в чартах | Позиции в чартах | Позиции в чартах | Позиции в чартах | Сертификации | Альбом                  |
| Год                                                                               | Название                                                      | США              | США              | США              | США              | АВС              | ВЕЛ              | КАН              | КАН              | КАН              | Сертификации | Альбом                  |
| Год                                                                               | Название                                                      | 100              | AC               | Country          | Dance            | АВС              | ВЕЛ              | Pop              | AC               | Country          | Сертификации | Альбом                  |
| --------------------------------------------------------------------------------- | ------------------------------------------------------------- | ---------------- | ---------------- | ---------------- | ---------------- | ---------------- | ---------------- | ---------------- | ---------------- | ---------------- | ------------ | ----------------------- |
| 2000                                                                              | «Silver Dagger»                                               | —                | —                | —                | —                | —                | —                | —                | —                | —                |              | The Grass Is Blue       |
| 2001                                                                              | «A Tender Lie»                                                | —                | —                | —                | —                | —                | —                | —                | —                | —                |              | Little Sparrow          |
| 2001                                                                              | «Bluer Pastures»                                              | —                | —                | —                | —                | —                | —                | —                | —                | —                |              | Little Sparrow          |
| 2001                                                                              | «Seven Bridges Road»                                          | —                | —                | —                | —                | —                | —                | —                | —                | —                |              | Little Sparrow          |
| 2001                                                                              | «Shine»                                                       | —                | —                | —                | —                | —                | —                | —                | —                | —                |              | Little Sparrow          |
| 2002                                                                              | «Dagger Through the Heart»                                    | —                | —                | —                | —                | —                | —                | —                | —                | —                |              | Halos & Horns           |
| 2002                                                                              | «If»                                                          | —                | —                | —                | —                | —                | 73               | —                | —                | —                |              | Halos & Horns           |
| 2002                                                                              | «Hello God»                                                   | —                | —                | 60               | —                | —                | —                | —                | —                | —                |              | Halos & Horns           |
| 2003                                                                              | «I’m Gone»                                                    | —                | —                | —                | —                | —                | —                | —                | —                | —                |              | Halos & Horns           |
| 2003                                                                              | «Welcome Home»                                                | —                | —                | —                | —                | —                | —                | —                | —                | —                |              | For God and Country     |
| 2004                                                                              | «Light of a Clear Blue Morning»                               | —                | —                | —                | —                | —                | —                | —                | —                | —                |              | For God and Country     |
| 2005                                                                              | «Imagine» (совместно с Дэвидом Фостером)                      | —                | —                | —                | —                | —                | —                | —                | —                | —                |              | Those Were the Days     |
| 2005                                                                              | «Both Sides Now» (совместно с Джуди Коллинз и Рондой Винсент) | —                | —                | —                | —                | —                | —                | —                | —                | —                |              | Those Were the Days     |
| 2006                                                                              | «Twelfth of Never» (совместно с Китом Урбаном)                | —                | —                | —                | —                | —                | —                | —                | —                | —                |              | Those Were the Days     |
| 2006                                                                              | «Travelin' Thru»                                              | —                | —                | —                | —                | —                | —                | —                | —                | —                |              | Transamerica            |
| 2006                                                                              | «Where Do the Children Play» (совместно с Юсуфом Исламом)     | —                | —                | —                | —                | —                | —                | —                | —                | —                |              | Those Were the Days     |
| 2007                                                                              | «Better Get to Livin'»                                        | —                | —                | 48               | —                | —                | —                | —                | —                | —                |              | Backwoods Barbie        |
| 2008                                                                              | «Jesus and Gravity»                                           | —                | —                | 56               | —                | —                | —                | —                | —                | —                |              | Backwoods Barbie        |
| 2008                                                                              | «Shinola»                                                     | —                | —                | —                | —                | —                | —                | —                | —                | —                |              | Backwoods Barbie        |
| 2009                                                                              | «Drives Me Crazy»                                             | —                | —                | —                | —                | —                | —                | —                | —                | —                |              | Backwoods Barbie        |
| 2009                                                                              | «Backwoods Barbie»                                            | —                | —                | —                | —                | —                | —                | —                | —                | —                |              | Backwoods Barbie        |
| 2009                                                                              | «Change It»                                                   | —                | —                | —                | —                | —                | —                | —                | —                | —                |              | без альбома             |
| 2009                                                                              | «Tell Me That You Love Me» (совместно с Кенни Роджерсом)      | —                | —                | —                | —                | —                | —                | —                | —                | —                |              | The First 50 Years      |
| 2009                                                                              | «Here You Come Again» (Live)                                  | —                | —                | —                | —                | —                | —                | —                | —                | —                |              | Live from London        |
| 2009                                                                              | «Comin' Home for Christmas»                                   | —                | —                | —                | —                | —                | —                | —                | —                | —                |              | A Holly Dolly Christmas |
| Символ «—» означает, что сингл не попал в чарт или не выпускался в данной стране. |                                                               |                  |                  |                  |                  |                  |                  |                  |                  |                  |              |                         |

#### 2010-е годы
| Год                                                                               | Название                                                                                                 | Позиции в чартах | Позиции в чартах | Позиции в чартах | Позиции в чартах | Позиции в чартах | Позиции в чартах | Позиции в чартах | Позиции в чартах | Позиции в чартах | Сертификации    | Альбом                                      |
| Год                                                                               | Название                                                                                                 | США              | США              | США              | США              | США              | ВЕЛ              | КАН              | КАН              | КАН              | Сертификации    | Альбом                                      |
| Год                                                                               | Название                                                                                                 | Bubbling         | AC               | Christian        | Country          | Dance            | ВЕЛ              | Pop              | AC               | Country          | Сертификации    | Альбом                                      |
| --------------------------------------------------------------------------------- | --- | ---------------- | ---------------- | ---------------- | ---------------- | ---------------- | ---------------- | ---------------- | ---------------- | ---------------- | --------------- | ------------------------------------------- |
| 2011                                                                              | «Together You and I»                                                                                     | —                | —                | —                | —                | —                | 67               | —                | —                | —                |                 | Better Day                                  |
| 2011                                                                              | «The Sacrifice»                                                                                          | —                | —                | —                | —                | —                | —                | —                | —                | —                |                 | Better Day                                  |
| 2011                                                                              | «He’s Everything» (совместно с Куин Латифой, Кеке Пламер, Джереми Джорданом, Энди Карлом и Декуиной Мур) | —                | —                | —                | —                | —                | —                | —                | —                | —                |                 | Joyful Noise                                |
| 2012                                                                              | «From Here to the Moon and Back» (совместно с Крисом Кристофферсоном и Джереми Джорданом)                | —                | —                | —                | —                | —                | —                | —                | —                | —                |                 | Joyful Noise                                |
| 2013                                                                              | «Blue Smoke»                                                                                             | —                | —                | —                | —                | —                | —                | —                | —                | —                |                 | Blue Smoke                                  |
| 2014                                                                              | «Home»                                                                                                   | —                | —                | —                | —                | —                | —                | —                | —                | —                |                 | Blue Smoke                                  |
| 2014                                                                              | «Try» | —                | —                | —                | —                | —                | —                | —                | —                | —                |                 | Blue Smoke                                  |
| 2015                                                                              | «Unlikely Angel»                                                                                         | —                | —                | —                | —                | —                | —                | —                | —                | —                |                 | Blue Smoke                                  |
| 2016                                                                              | «Do I Ever Cross Your Mind» (Alternate Take) (совместно с Эммилу Харрис и Линдой Ронстадт)               | —                | —                | —                | —                | —                | —                | —                | —                | —                |                 | The Complete Trio Collection                |
| 2016                                                                              | «Pure and Simple»                                                                                        | —                | —                | —                | —                | —                | —                | —                | —                | —                |                 | Pure & Simple                               |
| 2016                                                                              | «Outside Your Door»                                                                                      | —                | —                | —                | —                | —                | —                | —                | —                | —                |                 | Pure & Simple                               |
| 2016                                                                              | «Wildflowers» (Alternate Take) (совместно с Эммилу Харрис и Линдой Ронстадт)                             | —                | —                | —                | —                | —                | —                | —                | —                | —                |                 | The Complete Trio Collection                |
| 2016                                                                              | «Calling My Children Home» (совместно с Эммилу Харрис и Линдой Ронстадт)                                 | —                | —                | —                | —                | —                | —                | —                | —                | —                |                 | The Complete Trio Collection                |
| 2016                                                                              | «Waltz Across Texas Tonight» (совместно с Эммилу Харрис и Линдой Ронстадт)                               | —                | —                | —                | —                | —                | —                | —                | —                | —                |                 | The Complete Trio Collection                |
| 2016                                                                              | «Head Over High Heels»                                                                                   | —                | —                | —                | —                | —                | —                | —                | —                | —                |                 | Pure & Simple                               |
| 2017                                                                              | «The Story»                                                                                              | —                | —                | —                | —                | —                | —                | —                | —                | —                |                 | Cover Stories                               |
| 2017                                                                              | «I Believe in You»                                                                                       | —                | —                | —                | —                | —                | —                | —                | —                | —                |                 | I Believe in You                            |
| 2018                                                                              | «The Last Word in Lonesome Is Me» (совместно с Элисон Краусс)                                            | —                | —                | —                | —                | —                | —                | —                | —                | —                |                 | King of the Road: A Tribute to Roger Miller |
| 2018                                                                              | «Here I Am» (совместно с Сией)                                                                           | —                | —                | —                | 37               | —                | —                | —                | —                | —                |                 | Dumplin'                                    |
| 2018                                                                              | «Girl in the Movies»                                                                                     | —                | —                | —                | —                | —                | —                | —                | —                | —                |                 | Dumplin'                                    |
| 2018                                                                              | «Jolene» (New String Version)                                                                            | —                | —                | —                | —                | —                | —                | —                | —                | —                |                 | Dumplin'                                    |
| 2019                                                                              | «I Will Always Love You» (совместно с Кристин Ченовет)                                                   | —                | —                | —                | —                | —                | —                | —                | —                | —                |                 | For the Girls                               |
| 2019                                                                              | «God Only Knows» (совместно с For King & Country)                                                        | —                | —                | —                | —                | —                | —                | —                | —                | —                |                 | без альбома                                 |
| 2019                                                                              | «There Was Jesus» (совместно с Заком Уильямсом)                                                          | 8                | —                | 2                | —                | —                | —                | —                | —                | —                | - RIAA: Золотой | Rescue Story                                |
| 2019                                                                              | «Faith» (совместно с Galantis при участии Mr Probz)                                                      | —                | —                | —                | —                | 13               | —                | —                | —                | —                |                 | Church                                      |
| Символ «—» означает, что сингл не попал в чарт или не выпускался в данной стране. | |                  |                  |                  |                  |                  |                  |                  |                  |                  |                 |                                             |

#### 2020-е годы
| Год                                                                               | Название                                                                 | Позиции в чартах | Позиции в чартах | Позиции в чартах | Позиции в чартах | Позиции в чартах | Позиции в чартах | Позиции в чартах | Позиции в чартах | Позиции в чартах | Сертификации | Альбом                  |
| Год                                                                               | Название                                                                 | США              | США              | США              | США              | США              | ВЕЛ              | КАН              | КАН              | КАН              | Сертификации | Альбом                  |
| Год                                                                               | Название                                                                 | Bubbling         | AC               | Christian        | Country          | Dance            | ВЕЛ              | Pop              | AC               | Country          | Сертификации | Альбом                  |
| --------------------------------------------------------------------------------- | ------------------------------------------------------------------------ | ---------------- | ---------------- | ---------------- | ---------------- | ---------------- | ---------------- | ---------------- | ---------------- | ---------------- | ------------ | ----------------------- |
| 2020                                                                              | «When Life Is Good Again»                                                | —                | —                | —                | —                | —                | —                | —                | —                | —                |              | без альбома             |
| 2020                                                                              | «Mary, Did You Know?»                                                    | —                | —                | 49               | —                | —                | —                | —                | —                | —                |              | A Holly Dolly Christmas |
| 2020                                                                              | «I Saw Mommy Kissing Santa Claus»                                        | —                | —                | —                | —                | —                | —                | —                | —                | —                |              | A Holly Dolly Christmas |
| 2020                                                                              | «Christmas on the Square»                                                | —                | —                | —                | —                | —                | —                | —                | —                | —                |              | A Holly Dolly Christmas |
| 2020                                                                              | «Cuddle Up, Cozy Down Christmas» (совместно с Майклом Бубле)             | —                | 10               | —                | 48               | —                | 66               | —                | 4                | 48               |              | A Holly Dolly Christmas |
| 2020                                                                              | «Pink» (совместно с Моникой, Джордин Спаркс, Ритой Уилсон и Сарой Эванс) | —                | —                | —                | —                | —                | —                | —                | —                | —                |              | без альбома             |
| 2020                                                                              | «All I Want for Christmas Is You» (совместно с Джимми Фэллоном)          | —                | —                | —                | —                | —                | —                | —                | —                | —                |              | A Holly Dolly Christmas |
| 2020                                                                              | «I Still Believe»                                                        | —                | —                | —                | —                | —                | —                | —                | —                | —                |              | A Holly Dolly Christmas |
| 2020                                                                              | «Pretty Paper» (совместно с Вилли Нельсоном)                             | —                | —                | —                | —                | —                | —                | —                | —                | —                |              | A Holly Dolly Christmas |
| 2021                                                                              | «5 to 9»                                                                 | —                | —                | —                | —                | —                | —                | —                | —                | —                |              | без альбома             |
| 2021                                                                              | «Sent From Above»                                                        | —                | —                | —                | —                | —                | —                | —                | —                | —                |              | без альбома             |
| 2022                                                                              | «Big Dreams and Faded Jeans»                                             | —                | —                | —                | —                | —                | —                | —                | —                | —                |              | Run, Rose, Run          |
| Символ «—» означает, что сингл не попал в чарт или не выпускался в данной стране. |                                                                          |                  |                  |                  |                  |                  |                  |                  |                  |                  |              |                         |

### Как приглашённый исполнитель
| Год                                                                               | Название | Позиции в чартах | Позиции в чартах | Позиции в чартах | Позиции в чартах | Позиции в чартах | Позиции в чартах | Позиции в чартах | Позиции в чартах | Позиции в чартах | Сертификации                                                 | Альбом                                            |
| Год                                                                               | Название | США              | США              | США              | США              | АВС              | ВЕЛ              | КАН              | КАН              | КАН              | Сертификации                                                 | Альбом                                            |
| Год                                                                               | Название | 100              | AC               | Country          | Country Airplay  | АВС              | ВЕЛ              | Pop              | AC               | Country          | Сертификации                                                 | Альбом                                            |
| --------------------------------------------------------------------------------- | --- | ---------------- | ---------------- | ---------------- | ---------------- | ---------------- | ---------------- | ---------------- | ---------------- | ---------------- | ------------------------------------------------------------ | ------------------------------------------------- |
| 1965                                                                              | «Friends Tell Friends» (Билл Филипс совместно с Долли Партон)                                                       | —                | —                | —                | —                | —                | —                | —                | —                | —                |                                                              | Bill Phillips Style                               |
| 1966                                                                              | «Put It Off Until Tomorrow» (Билл Филипс совместно с Долли Партон)                                                  | —                | —                | 6                | —                | —                | —                | —                | —                | —                |                                                              | Put It Off Until Tomorrow                         |
| 1970                                                                              | «Mathilda (I Cry and Cry for You)» (Джон Генри III и Country Blues совместно с Долли Партон)                        | —                | —                | —                | —                | —                | —                | —                | —                | —                |                                                              | без альбома                                       |
| 1975                                                                              | «Light of the Stable» (Эммилу Харрис совместно с Долли Партон, Линдой Ронстадт и Нилом Янгом)                       | —                | —                | 99               | —                | —                | —                | —                | —                | —                |                                                              | Light of the Stable                               |
| 1978                                                                              | «I Never Will Marry» (Линда Ронстадт совместно с Долли Партон)                                                      | —                | 30               | 8                | —                | —                | —                | —                | 39               | 16               |                                                              | Simple Dreams                                     |
| 1983                                                                              | «Islands in the Stream» (Кенни Роджерс совместно с Долли Партон)                                                    | 1                | 1                | 1                | —                | 1                | 7                | 2                | 1                | 1                | - RIAA: 2x Платиновый - ARIA: Платиновый - MC: 3x Платиновый | Eyes That See in the Dark                         |
| 1985                                                                              | «Unwed Fathers» (Гейл Дэвис совместно с Долли Партон)                                                               | —                | —                | 56               | —                | —                | —                | —                | —                | —                |                                                              | Where Is a Woman to Go                            |
| 1990                                                                              | «Love Is Strange» (Кенни Роджерс совместно с Долли Партон)                                                          | —                | —                | 21               | —                | —                | —                | —                | —                | 14               |                                                              | Love Is Strange                                   |
| 1995                                                                              | «When You Tell Me That You Love Me» (Хулио Иглесиас совместно с Долли Партон)                                       | —                | —                | —                | —                | —                | —                | —                | —                | —                |                                                              | Crazy                                             |
| 1997                                                                              | «Knockin’ on Heaven’s Door» (Ladysmith Black Mambazo совместно с Долли Партон)                                      | —                | —                | —                | —                | —                | —                | —                | —                | —                |                                                              | Heavenly                                          |
| 1998                                                                              | «Sleepless Nights» (The Nobles совместно с Долли Партон)                                                            | —                | —                | —                | —                | —                | —                | —                | —                | —                |                                                              | Slow Glowin' Dream                                |
| 1999                                                                              | «Your Kisses Are Charity» (Dolly Mix) (Culture Club совместно с Долли Партон)                                       | —                | —                | —                | —                | —                | 25               | —                | —                | —                |                                                              | без альбома                                       |
| 1999                                                                              | «God’s Colouring Book» (Марго О’Донелл совместно с Долли Партон)                                                    | —                | —                | —                | —                | —                | —                | —                | —                | —                |                                                              | Highway of My Life                                |
| 2001                                                                              | «Two of the Lucky Ones» (Хэл Кечман совместно с Долли Партон)                                                       | —                | —                | —                | —                | —                | —                | —                | —                | —                |                                                              | Lucky Man                                         |
| 2002                                                                              | «Stand by the River» (Дотти Рамбо совместно с Долли Партон)                                                         | —                | —                | —                | —                | —                | —                | —                | —                | —                |                                                              | Stand by the River                                |
| 2003                                                                              | «Steady as the Rain» (The Larkins совместно с Долли Партон)                                                         | —                | —                | —                | —                | —                | —                | —                | —                | —                |                                                              | The Larkins                                       |
| 2004                                                                              | «Creepin' In» (Нора Джонс совместно с Долли Партон)                                                                 | —                | —                | —                | —                | —                | —                | —                | —                | —                |                                                              | Feels Like Home                                   |
| 2004                                                                              | «Viva Las Vegas» (The Grascals совместно с Долли Партон)                                                            | —                | —                | —                | —                | —                | —                | —                | —                | —                |                                                              | The Grascals                                      |
| 2004                                                                              | «Baby, It’s Cold Outside» (Род Стюарт совместно с Долли Партон)                                                     | —                | 2                | —                | —                | —                | —                | —                | —                | —                |                                                              | Stardust: The Great American Songbook, Volume III |
| 2005                                                                              | «Angels and Eagles» (Ким Маклин совместно с Долли Партон)                                                           | —                | —                | —                | —                | —                | —                | —                | —                | —                |                                                              | Happy Face                                        |
| 2005                                                                              | «Thank God I’m a Country Boy» (Рой Риверс совместно с Долли Партон)                                                 | —                | —                | —                | —                | —                | —                | —                | —                | —                |                                                              | Thank God I’m a Country Boy                       |
| 2005                                                                              | «It Looked Good on Paper» (Рэнди Корс совместно с Долли Партон)                                                     | —                | —                | —                | —                | —                | —                | —                | —                | —                |                                                              | I’m Torn                                          |
| 2005                                                                              | «If I Said You Had a Beautiful Body (Would You Hold It Against Me)» (The Bellamy Brothers совместно с Долли Партон) | —                | —                | 60               | —                | —                | —                | —                | —                | —                |                                                              | Angels and Outlaws Vol. 1                         |
| 2005                                                                              | «The Blues Man» (Джордж Джонс совместно с Долли Партон)                                                             | —                | —                | —                | —                | —                | —                | —                | —                | —                |                                                              | Hits I Missed…And One I Didn’t                    |
| 2005                                                                              | «When I Get Where I’m Going» (Брэд Пейсли совместно с Долли Партон)                                                 | 39               | —                | 1                | 1                | —                | —                | —                | —                | —                | - RIAA: Платиновый\ - MC: Платиновый                         | Time Well Wasted                                  |
| 2006                                                                              | «I Still Miss Someone» (Мартина Макбрайд совместно с Долли Партон)                                                  | —                | —                | 50               | —                | —                | —                | —                | —                | —                |                                                              | Timeless                                          |
| 2006                                                                              | «Heartbreaker’s Alibi» (Ронда Винсент совместно с Долли Партон)                                                     | —                | —                | —                | —                | —                | —                | —                | —                | —                |                                                              | All American Bluegrass Girl                       |
| 2006                                                                              | «Tomorrow Is Forever» (Соломон Берк совместно с Долли Партон)                                                       | —                | —                | —                | —                | —                | —                | —                | —                | —                |                                                              | Nashville                                         |
| 2008                                                                              | «To Daddy» (Том Эстор совместно с Долли Партон)                                                                     | —                | —                | —                | —                | —                | —                | —                | —                | —                |                                                              | Alles klar — kein Problem!                        |
| 2008                                                                              | «Gold» (Эммилу Харрис совместно с Долли Партон и Винсом Гиллом)                                                     | —                | —                | —                | —                | —                | —                | —                | —                | —                |                                                              | All I Intended to Be                              |
| 2009                                                                              | «Boots and Sand» (Юсуф Ислам совместно с Полом Маккартни и Долли Партон)                                            | —                | —                | —                | —                | —                | —                | —                | —                | —                |                                                              | Roadsinger                                        |
| 2010                                                                              | «High and Mighty» (Аарон Крислер совместно с Долли Партон)                                                          | —                | —                | —                | —                | —                | —                | —                | —                | —                |                                                              | In Good Hands                                     |
| 2011                                                                              | «I Am Strong» (The Grascals совместно с Долли Партон)                                                               | —                | —                | —                | —                | —                | —                | —                | —                | —                |                                                              | Country Classics with a Bluegrass Spin            |
| 2013                                                                              | «From Here to the Moon and Back» (Вилли Нельсон совместно с Долли Партон)                                           | —                | —                | —                | —                | —                | —                | —                | —                | —                |                                                              | To All the Girls…                                 |
| 2013                                                                              | «You Can’t Make Old Friends» (Кенни Роджерс совместно с Долли Партон)                                               | —                | —                | —                | 57               | —                | —                | —                | —                | —                |                                                              | You Can’t Make Old Friends                        |
| 2015                                                                              | «When I Stop Dreaming» (Дон Хенли совместно с Долли Партон)                                                         | —                | —                | —                | —                | —                | —                | —                | —                | —                |                                                              | Cass County                                       |
| 2015                                                                              | «My Father’s Daughter» (Джуэл совместно с Долли Партон)                                                             | —                | —                | —                | —                | —                | —                | —                | —                | —                |                                                              | Picking Up the Pieces                             |
| 2016                                                                              | «Forever Country» (как часть группы Artists of Then, Now & Forever)                                                 | 21               | —                | 1                | 32               | 26               | —                | —                | —                | 45               |                                                              | без альбома                                       |
| 2016                                                                              | «Jolene» (Pentatonix совместно с Долли Партон)                                                                      | —                | —                | 18               | —                | 92               | —                | —                | —                | —                |                                                              | PTX, Vol. IV: Classics                            |
| 2017                                                                              | «Born Again Wildflower» (Дебби Кочран совместно с Долли Партон)                                                     | —                | —                | —                | —                | —                | —                | —                | —                | —                |                                                              | Born Again Wildflower                             |
| 2018                                                                              | «Smoky Mountain Rain» (Ронни Милсап совместно с Долли Партон)                                                       | —                | 27               | —                | —                | —                | —                | —                | —                | —                |                                                              | The Duets                                         |
| 2021                                                                              | «Words» (Барри Гибб совместно с Долли Партон)                                                                       | —                | —                | —                | —                | —                | —                | —                | —                | —                |                                                              | Greenfields: The Gibb Brothers' Songbook, Vol. 1  |
| Символ «—» означает, что сингл не попал в чарт или не выпускался в данной стране. | |                  |                  |                  |                  |                  |                  |                  |                  |                  |                                                              |                                                   |

### Промосинглы
| Год  | Название                 | Альбом           |
| ---- | ------------------------ | ---------------- |
| 2014 | «I Believe in You»       | I Believe in You |
| 2016 | «Mama»                   | Pure & Simple    |
| 2016 | «Makin' Fun Ain’t Funny» | I Believe in You |
| 2020 | «I’m Gone»               | Halos & Horns    |

### Комментарии
1. ↑  «Happy, Happy Birthday Baby» не смог войти в чарт Billboard Hot 100, но занял 108 место в чарте Bubbling Under the Hot 100[21].
2. ↑  «Joshua» не смог войти в чарт Billboard Hot 100, но занял 108 место в чарте Bubbling Under the Hot 100[26].
3. ↑  «Love Is Like a Butterfly» не смог войти в чарт Billboard Hot 100, но занял 105 место в чарте Bubbling Under the Hot 100[27].
4. ↑  «The Seeker» не смог войти в чарт Billboard Hot 100, но занял 105 место в чарте Bubbling Under the Hot 100[28].
5. ↑  «Peace Train» не смог войти в чарт Billboard Hot 100, но занял 19 место в чарте Bubbling Under the Hot 100[29].
6. ↑  «Jolene» не смог войти в чарт Billboard Hot 100, но занял 1 место в чарте Bubbling Under the Hot 100[29].
7. ↑  Переиздание в качестве промосингла в честь релиза альбомов Little Sparrow, Halos & Horns, For God and Country, Live and Well, Those Were the Days и Better Day на цифровых платформах.